# Convento di Ganghereto
Il convento di Ganghereto è un edificio sacro che si trova nella località omonima a Terranuova Bracciolini.

## Descrizione
Del convento francescano medievale restano solo pochi brani di muro ed una bifora in arenaria. La chiesa attuale, ad aula unica con cupola sul presbiterio, conserva sul settecentesco altare maggiore un Crocifisso ligneo eseguito da Angelo Cesari nel 1726. Da qui proviene la preziosa tavola con San Francesco di Margarito d'Arezzo, conservata nel Museo d'Arte Medievale e Moderna di Arezzo. Il luogo, piacevole per la suggestione del panorama, i cipressi ed il prato antistante, è ricordato per la presenza di San Francesco d'Assisi, che, secondo la tradizione popolare, fece sgorgare nei pressi una sorgente di acqua purissima, ancor oggi ritenuta miracolosa.
Attualmente il convento è gestito dalle suore domenicane e è un luogo di preghiera e di ritiri spirituali. L'accoglienza e la pace del luogo sono le caratteristiche di questa oasi di pace. La preghiera è emblematica all'ingresso del parcheggio: «Sorridi a me, Maria. Sarà il Tuo sorriso, o Madre, il segno che avrai posato Gesù, frutto benedetto della Tua maternità, nel mio cuore e nella mia volontà. Amen» .